# Sihanart Suttisak
Sihanart Suttisak (thailändisch สีหนาท สุทธิศักดิ์, * 30. Januar 1997) ist ein thailändischer Fußballspieler.

## Karriere
Sihanart Suttisak erlernte das Fußballspielen beim damaligen Drittligisten Assumption United FC in Bangkok. 2016 unterschrieb er seinen ersten Vertrag bei Muangthong United. Der Club aus Pak Kret, einem nördlichen Vorort der Hauptstadt Bangkok, spielte in der ersten Liga des Landes, der Thai League. Nach Vertragsunterschrift wurde er umgehend an den Erstligaaufsteiger Pattaya United nach Pattaya ausgeliehen. Die Saison 2017 spielte er ebenfalls auf Leihbasis beim Bangkok FC. Der Hauptstadtverein spielte in der zweiten Liga, der Thai League 2. Am Ende der Saison musste der Club als Tabellensiebzehnter den Weg in die Drittklassigkeit antreten. Mitte 2018 lieh ihn der Zweitligist Udon Thani FC aus Udon Thani aus. Anfang 2021 kehrte er von der Ausleihe zu Muangthong zurück. Im Juni 2021 wechselte er ebenfalls auf Leihbasis zum Erstligisten Suphanburi FC. Für den Verein aus Suphan BuriSuphanburi stand er achtmal in der ersten Liga auf dem Spielfeld. Nach der Ausleihe zu Suphanburi wurde er im Dezember 2021 zur Rückrunde 2021/22 an den Zweitligisten Trat FC ausgeliehen. Für den Verein aus Trat stand er elfmal in der zweiten Liga auf dem Spielfeld. Nach der Ausleihe kehrte er im Mai 2022 zu Muangthong zurück. Nachdem sein Vertrag bei SCG auslief, unterschrieb er im Sommer 2022 einen Vertrag beim Drittligisten Songkhla FC. Mit dem Klub aus Songkhla spielte er 20-mal in der Southern Region der Liga. Am Ende der Saison feierte er mit Songkla die Meisterschaft der Region. In den Aufstiegsspielen zur zweiten Liga konnte man sich jedoch nicht durchsetzen. Im Sommer 2023 nahm ihn der in der North/Eastern Region spielende Drittligist Mahasarakham FC unter Vertrag. Hier absolvierte er 15 Ligaspiele. Im Januar 2024 wechselte er auf Leihbasis in den Süden wo er sich dem in der Southern Region spielenden Pattani FC anschlass. Für den Verein aus Pattani bestritt er fünf Ligaspiele. Nach der Ausleihe kehrte er nach Mahasarakham zurück. Hier wurde sein Vertrag jedoch nicht verlängert und er wechselte im Juli 2024 zum Zweitligaaufsteiger Sisaket United FC.

## Erfolge
Songkhla FC
- Thai League 3 – South: 2022/23